# Daphne papyracea
Daphne papyracea es una especie de planta leñosa perteneciente a la familia Thymelaeaceae. Se encuentra en Asia.

## Descripción
Es un arbusto que alcanza los 1.5 m como máximo. Es perenne que tiene hojas todo el año  o caducifolio (pierde sus hojas en otoño). Sus flores son de invierno, que forma fragantes ramos de color blanco al rosa, sus bayas son de color oscuro y  de color verde oscuro sus hojas, que son ovales y  elípticas.

## Distribución y hábitat
La planta es nativa de Nepal y en Guangdong, Guangxi, Guizhou, Hubei, Hunan, Sichuan y Yunnan en China y en la India donde viven en grandes altitudes de 700 a 3100 m s. n. m., especialmente en la parte oriental del Himalaya (donde se cultiva para la fabricación de papel)

## Propiedades
La corteza se utiliza como un antiséptico o para aliviar la fiebre (en decocción).  El jugo de la raíz puede ser utilizado contra trastornos intestinales. Las semillas pueden utilizarse como vermífugo.

## Usos
Su corteza se utiliza en la fabricación de una variedad tradicional de papel de arroz particularmente fuerte. La corteza es cosechada en las ramas (que se regenera cada 5 a 8 años), que se seca, empapada, hervida, lavada, secada y golpeada de nuevo. El papel nepalés puede tener muchos colores. 

## Taxonomía
Daphne papyracea fue descrita por Nathaniel Wallich ex Ernst Gottlieb von Steudel y publicado en Loudon's Hortus Britannicus. A catalogue . . . 156, en el año 1830.
Etimología
Daphne; nombre genérico que lo encontramos mencionado por primera vez en los escritos del médico, farmacéutico y botánico griego que practicaba en la antigua Roma; Dioscórides (Anazarba, Cilicia, en Asia Menor, c. 40 - c. 90). Probablemente en la denominación de algunas plantas de este género se recuerda la leyenda de Apolo y Dafne. El nombre de Daphne en griego significa "laurel", ya que las hojas de estas plantas son muy similares a las del laurel.
papyracea: epíteto latino que significa "similar al papel".
Sinonimia
- Daphne cannabina Wall.
- Daphne cavaleriei H.Lév.
- Daphne eriocephala Royle
- Daphne laciniata Lecomte
- Daphne mairei H.Lév.
- Daphne papyracea f. grandiflora Meisn. ex Diels
- Daphne papyracea var. grandiflora (Meisn. ex Diels) C.Yung Chang[4]